# KranX Productions
KranX Productions — російська компанія-розробник відеоігор
Заснована Андрієм «KranK'ом» Кузьміним, колишнім провідним геймдизайнером К-Д ЛАБ.

## Ігри
- Правда о девятой роте (2008)